# Bruce Paltrow
Bruce Weigert Paltrow (Brooklyn, 26 november 1943 – Rome, 3 oktober 2002) was een Amerikaans televisie- en filmproducent. Hij was de echtgenoot van actrice Blythe Danner en vader van actrice Gwyneth Paltrow en producent Jake Paltrow.
Paltrow werd geboren in Brooklyn, New York. Hij studeerde aan de Tulane University in New Orleans en in de jaren 60 begon hij met het produceren van films. Hierbij ontmoette hij Blythe Danner met wie hij eind 1969 trouwde.
Hij was de producer van de televisieseries The White Shadow en St. Elsewhere. Zijn laatste productie was de film Duets, waarin zijn dochter, Gwyneth Paltrow, speelde.
Paltrow is overleden op 3 oktober 2002, terwijl hij op vakantie was in Rome om de 30e verjaardag van zijn dochter te vieren. Hij was 58 jaar oud. Paltrow had al enige jaren last van mondkanker; zijn dood was te wijten aan complicaties van kanker en longontsteking. Coldplay-zanger Chris Martin trouwde met Paltrows dochter in 2003. Het album van Coldplay X&Y uit 2005 was mede opgedragen aan Bruce Paltrow.